# Нове Викно
Нове Викно (пол. Nowe Wykno) — село в Польщі, у гміні Кулеше-Косьцельне Високомазовецького повіту Підляського воєводства.
Населення — 237 осіб (2011).
У 1975—1998 роках село належало до Ломжинського воєводства.

## Демографія
Демографічна структура станом на 31 березня 2011 року:
|          | Загалом | Допрацездатний вік | Працездатний вік | Постпрацездатний вік |
| -------- | ------- | ------------------ | ---------------- | -------------------- |
| Чоловіки | 117     | 15                 | 85               | 17                   |
| Жінки    | 120     | 23                 | 71               | 26                   |
| Разом    | 237     | 38                 | 156              | 43                   |